# Bentesicímids
Els bentesicímids (Benthesicymidae) són una família de crustacis decàpodes del subordre dels dendrobranquiats.

## Taxonomia
La família Benthesicymidae inclou 9 gèneres:
- Altelatipes Crosnier & Vereshchaka, 2008
- Bathicaris Vereshchaka & Kulagin 2019
- Bentheogennema Burkenroad, 1936
- Benthesicymus Spence Bate, 1881
- Benthoecetes Smith, 1884
- Benthonectes Smith, 1885
- Boreogennema Lunina et al. 2019
- Dalicaris Vereshchaka & Lunina 2019
- Gennadas Spence Bate, 1881
- Maorrancaris Vereshchaka & Lunina 2019